# Comephorus
Comephorus son un género de peces actinopterigios de agua dulce, el único de la familia monogenérica Comephoridae, distribuidos por el lago Baikal. Su nombre procede del griego: kome (melena) + pherein (llevar).

## Morfología
Cuerpo desnudo y vidrioso, que parece opaco y translúcido en la vida, tienen unas características aletas pectorales muy largas y carecen de aletas pélvicas, pero los huesos pélvicos están presentes, la línea lateral en la cabeza consiste en grandes cavidades unidas por puentes óseos angostos con pequeños poros externos, los huesos son porosos para reducir el peso, por lo general de alto contenido de grasa. Son ovovivíparos, con aproximadamente 20 cm de longitud máxima.

## Distribución y hábitat
Se encuentran como endemismo en las aguas dulces del lago Baikal, en Siberia.

## Especies
Existen las siguientes especies reconocidas:
- Comephorus baikalensis (Pallas, 1776)
- Comephorus dybowskii Korotneff, 1904